# Avvocato generale per la Scozia
L'Avvocato generale di Sua Maestà per la Scozia (in inglese: Her Majesty's Advocate General for Scotland, in gaelico: Àrd-neach-tagraidh na Bànrighe airson Alba) è uno degli ufficiali di giustizia della Corona, il cui compito è quello di consigliare il governo britannico e la corona sulle questioni concernenti la legge scozzese.
L'ufficio di avvocato generale per la Scozia è stato istituito nel 1999, in seguito all'emanazione dello Scotland Act 1998, per rimpiazzare il lord avvocato e il procuratore generale di Scozia (che erano stati accorpati nell'esecutivo scozzese) nella funzione consultiva in materia legale scozzese presso il governo del Regno Unito.
L'ufficio dell'avvocato generale per la Scozia non deve essere confuso con quello di "avvocato di sua maestà" (Her Majesty's Advocate), che è la denominazione assunta dal lord avvocato nei procedimenti giudiziari di tipo penale.
La prima ad assumere l'incarico di avvocato generale è stata la dottoressa Lynda Clark, giudice già eletta alla Camera dei Comuni per il collegio di "Edimburgo Pentlands" ed attualmente pari vitalizia alla Camera dei Lord con il titolo di baronessa Clark di Calton. Il 18 gennaio 2006 la Clark si è però dimessa per assumere l'incarico di Senator of the College of Justice.
Il 15 marzo l'incarico è stato attribuito, in via temporanea, al segretario di stato per la Scozia Alistair Darling, sulla base dei dettami dello Scotland Act del 1998; numerose critiche sono giunte da ambienti giudiziari e politici per l'eccessiva durata della vacanza dell'ufficio.
Il 21 marzo dello stesso anno, tuttavia, Neil Davidson QC, precedente procuratore generale di Scozia, è stato nominato avvocato generale. A Neil Davidson è stato conferito un vitalizio e il titolo di barone Davidson di Glen Clova il 22 marzo 2006. Il 14 maggio 2010 il nuovo governo di coalizione fra liberal democratici e conservatori ha nominato come nuovo avvocato generale Jim Wallace, barone Wallace di Tankerness, pari liberaldemocratico alla Camera dei lord ed ex vice-primo ministro di Scozia.
Dal 29 maggio 2015 l'incarico è ricoperto da Richard Keen, Barone Keen di Elie.